# Höhle von Mas d’Azil
Bei der Höhle von Mas d’Azil handelt es sich um eine im Südwesten Frankreichs im Département Ariège gelegene Tunnelhöhle, die insbesondere als prähistorischer Fundplatz des Magdalenien Bekanntheit erlangte. Anhand der in der Höhle gemachten Funde definierte der französische Prähistoriker Edouard Piette Ende des 19. Jahrhunderts den Begriff des Azilien. Im Aurignacien und Solutréen diente die Höhle nur als kurzzeitiger Lagerplatz, während sie in späteren Zeiten eine dauerhaftere Belegungsdauer aufwies.

## Lage und Geologie
Die Höhle von Mas d’Azil befindet sich in einer Gegend Frankreichs, die für Höhlenfundplätze bekannt ist; in Ariège beispielsweise befinden sich die Höhlen von Niaux, La Vache und Bédeilhac.
Durch die Höhle fließt der Fluss Arize. Er bewirkte im Tertiär die Auswaschung des Kreidefelsens und schuf damit das heutige Aussehen der Höhle im Inneren: Die Höhle wird durch den Fluss geteilt, sodass sich dort einerseits zwei Ufer, andererseits mehrere Etagen (man spricht von Galerien) befinden. Auf diesen Galerien siedelten sich in prähistorischer Zeit Menschen an.
Die Breite der Höhle beträgt zwischen 30 und 50 Metern, die Länge liegt zwischen 450 und 470 Metern. Durch einen Teil der Höhle verläuft heute die ehemalige Nationalstraße D 119 zur Ortschaft Mas d’Azil.

## Forschungsgeschichte
Die systematische Erschließung des Fundplatzes erfolgte erstmals im Jahr 1887 durch Edouard Piette. Er prägte später die Bezeichnung Azilien. Nach ihm gruben Henri Breuil (1902/1903) sowie Marthe und Saint-Just Péquart (in den 1940er Jahren).

## Wichtigste Funde
In der Höhle von Mas d’Azil wurden bedeutende Funde gemacht.

### Artefakte und Waffen

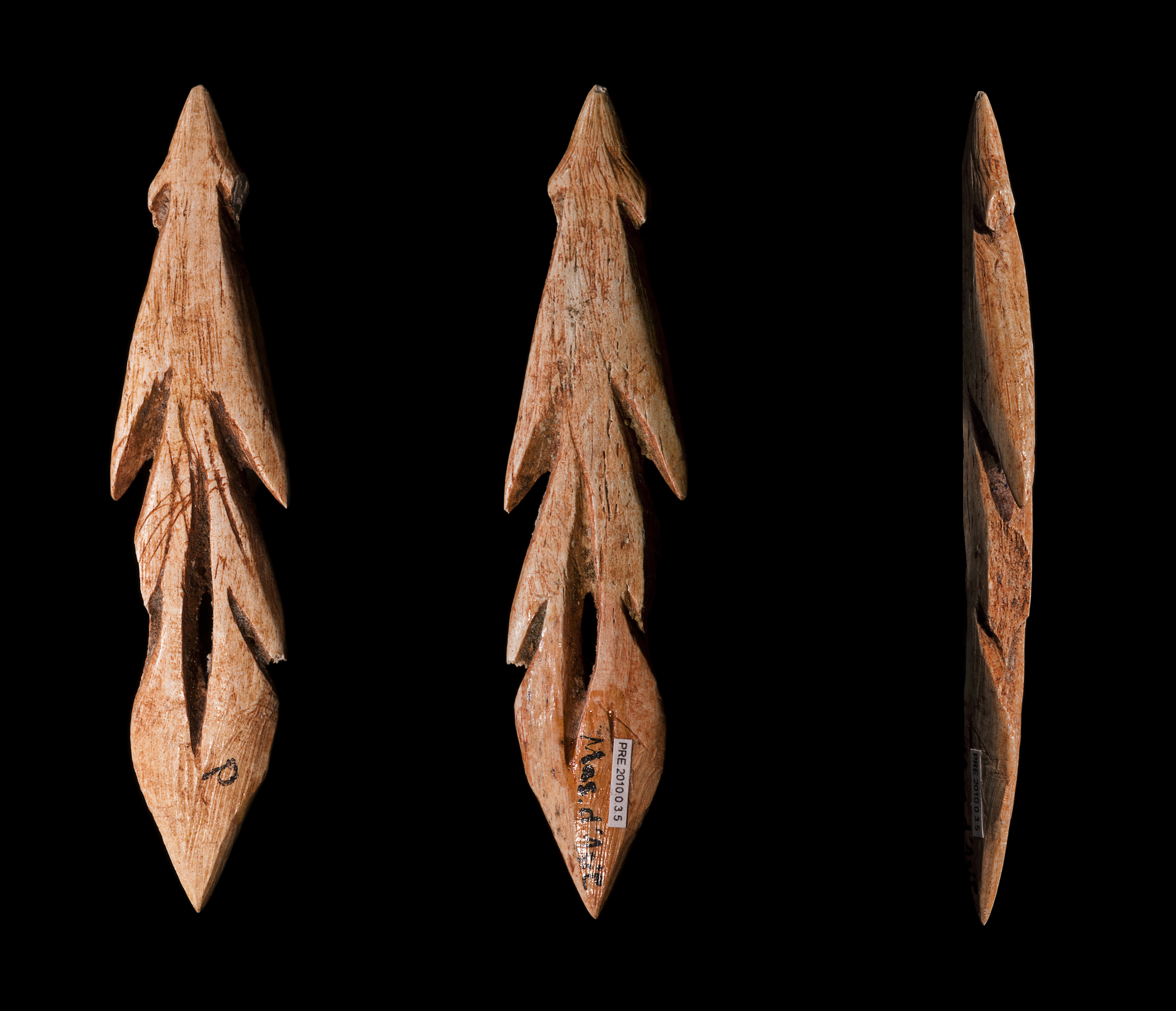
Harpunen

An erster Stelle der Artefakte steht das umfangreiche Werkzeuginventar des Magdaléniens. Hierbei sticht vor allem das Übergewicht an Typen hervor, welche in die vierte Stufe dieser Kultur (nach H. Breuil) gehören (heute wird die Stufe Magdalénien moyen genannt). Charakteristische Leitform des Magdaléniens sind insbesondere Harpunen. Auch Speerschleudern sowie Speerschleuder-Hakenenden wurden entdeckt. Sie waren zum Teil mit aufwändigen Tierdarstellungen verziert.
Diese für das Magdalénien charakteristischen Jagdwaffen stellen ab dem Solutréen die prägende Distanzwaffe dar.

### Kleinkunst

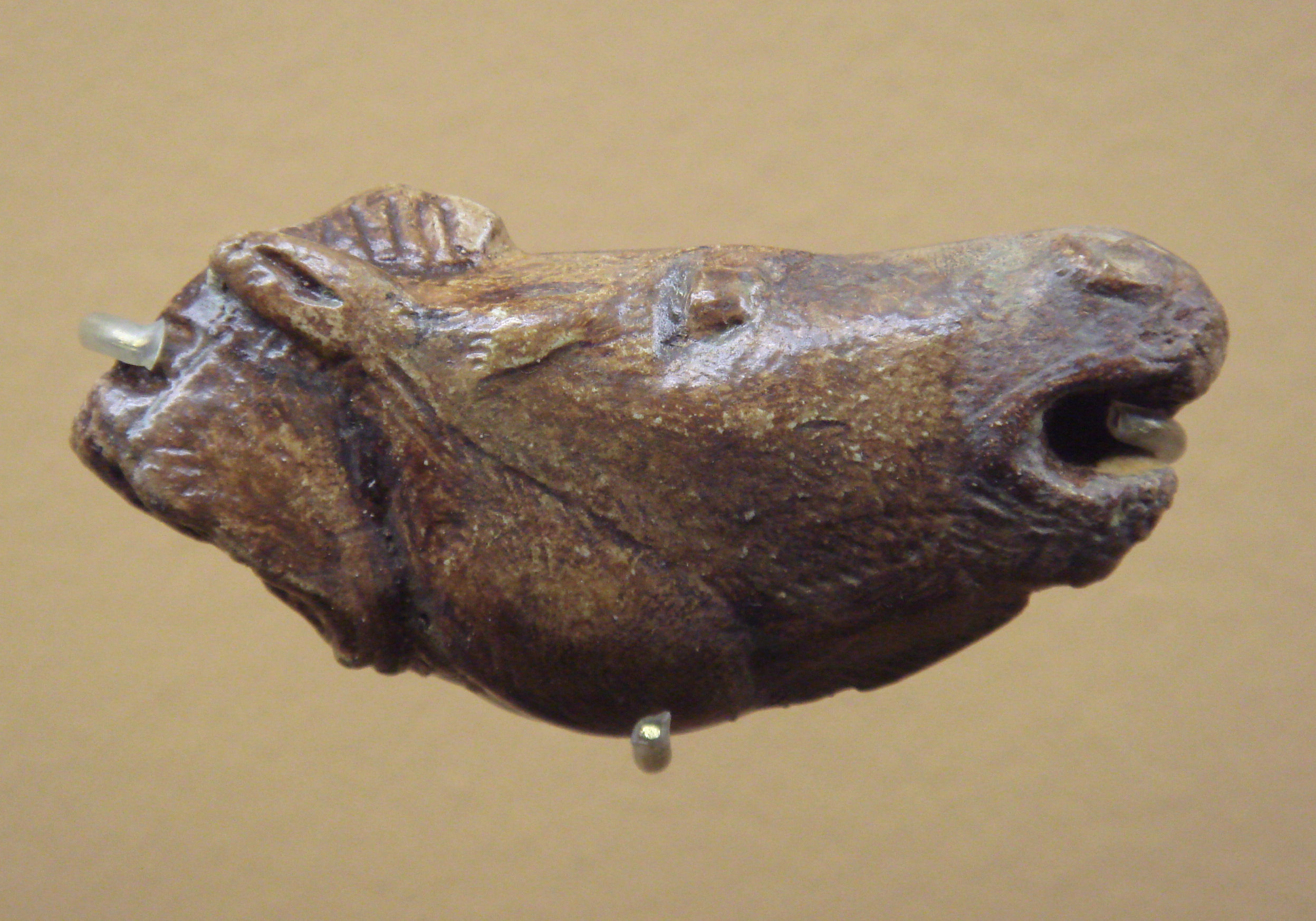
Pferdekopf aus Mas d’Azil, Musée d’archéologie nationale (Saint-Germain-en-Laye).

Es handelt sich vor allem um Kleinkunst-Tierdarstellungen aus Elfenbein. Entdeckt wurden auch mit Ritzzeichnungen und Gravuren versehene Knochenartefakte. Mehrere in halbfertigem Zustand gefundene Tierkopfdarstellungen geben Aufschluss über ihre Herstellung: Sie wurden zusammen mit den Schulterblättern von Rentieren gefunden, aus denen sie herausgeschnitten worden waren. Außerdem wurden zwei menschenähnliche Statuetten aus der Zeit des Magdalénien gefunden, darunter die Venus von Mas d’Azil.

### Höhlenmalereien und Ritzzeichnungen
Die Grotte von Mas d’Azil gehört auch in die Kategorie der zum Teil ausgemalten Höhlen. Die entdeckten Darstellungen sind jedoch qualitativ und quantitativ nicht zu vergleichen mit denen aus anderen französischen oder spanischen Fundplätzen wie zum Beispiel Lascaux.
Die Darstellungen in Mas d’Azil sind in erster Linie Tierdarstellungen von ausgestorbenen Tierarten, beispielsweise von Mammut, Ur und Wollnashorn. Zudem finden sich Abbildungen von Bison, Pferd, Reh und Hirsch sowie Wildschwein. Eine einzige menschenähnliche Darstellung ist als „Gesicht im Felsen“ bekannt geworden. Dabei wurden bestehende Felsformationen zum Erzeugen plastischer Effekte genutzt.

### Schädelbestattung
Die Bestattung, die in der Zeit des Magdalenien IV vorgenommen wurde, ist eine der Besonderheiten, welche Edouard Piette veranlasste, eine neue Kulturbezeichnung einzuführen (Azilien). Es handelt sich um die Bestattung eines Schädels, welchen man in, beziehungsweise auf einen schmalen Felssims gestellt hatte. Der Kopf wurde offensichtlich mit Gewalt abgetrennt; ob der Mensch noch lebte, während dies geschah, lässt sich nicht sagen. Eine Art Hinrichtung ist jedoch unwahrscheinlich, da man bei einer Exekution keine derart aufwändige Bestattung vorgenommen hätte. In die Augenhöhlen des Toten wurden kleine Plättchen aus Knochen eingesetzt (sie wurden so eingesteckt, dass sie mit ihren Seiten in etwa die Rundung der Augenhöhlen nachvollziehen; dadurch wird verhindert, dass die Plättchen aus den Augenhöhlen herausfallen); der Schädel war auf ein kleines, erhöhtes Podest aus Felsmaterial gestellt worden. Eine Übermodellierung des Schädels mit Gips (wie dies etwa aus dem Steinturm von Jericho bekannt wurde) ist nicht vollzogen worden.

### Bemalte Kieselsteine

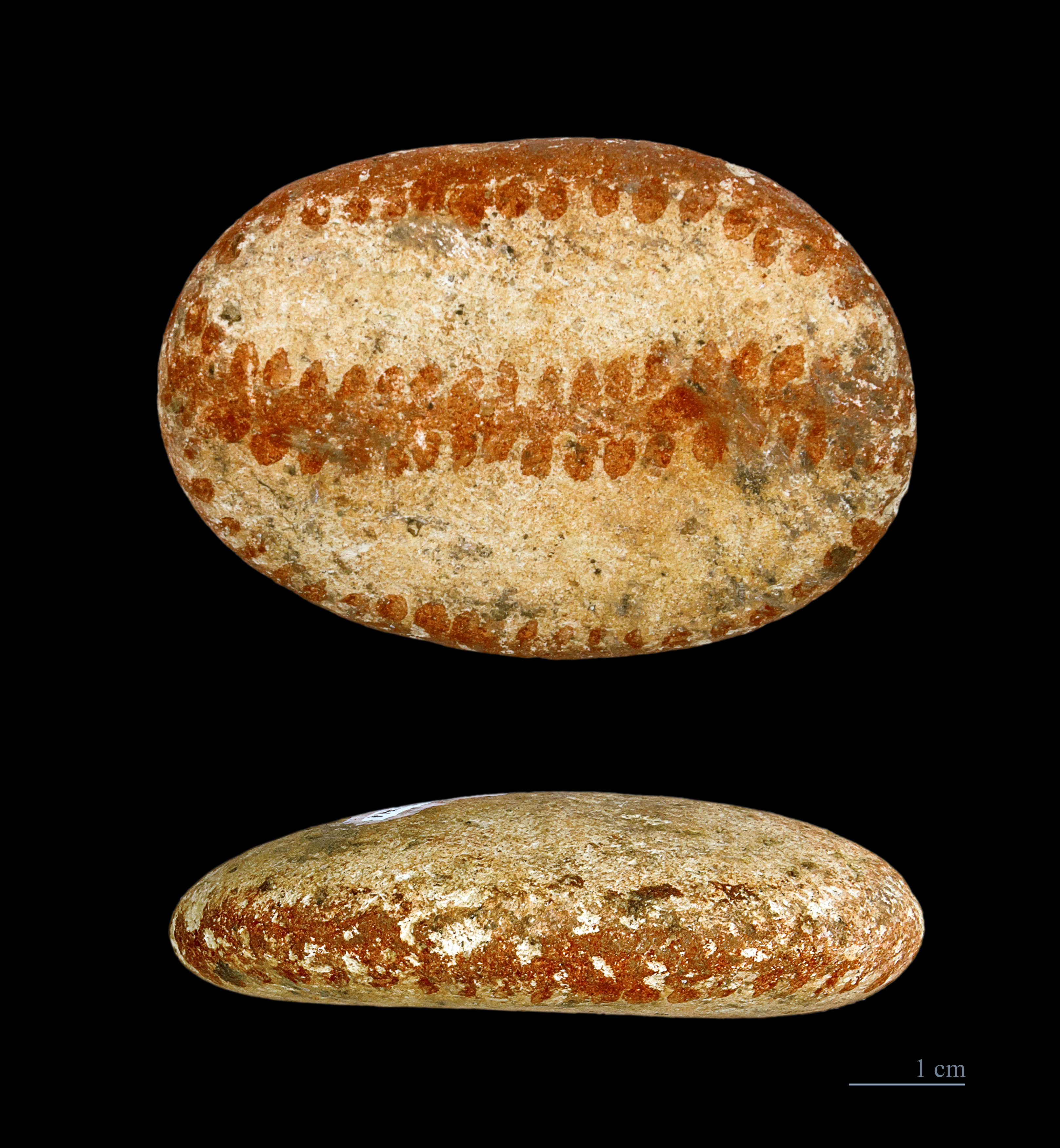
Bemalte Kieselsteine

Typisch für die Fundstelle Mas d’Azil sind mit roter Farbe bemalte Kieselsteine. Die Dekoration besteht hier aus roten, meist kreisrunden Farbpunkten, deren Bedeutung nach wie vor unklar ist. Ähnliche, mit roten Linien, Punkten oder Punktreihen bemalte Steine sind auch in anderen europäischen Fundstellen gefunden worden, beispielsweise im Abri Dufaure, in Espelugues, La Tourasse, Marsoulas und weiteren Höhlen der Region Ariège. Darüber hinaus gibt es bemalte Kiesel oder Kalksteinplatten auch in Fundplätzen des Spätmagdalénien in Mitteleuropa, zum Beispiel in Birseck, genauer: Eremitage Arlesheim (Schweiz), im Hohlen Fels (Schwäbische Alb) und in der Klausenhöhle (Unteres Altmühltal, Bayern). Vom französischen Archäologen Claude Couraud werden vier Typen bemalter Steine des Azilien bzw. Spätmagdalénien unterschieden.